# Calobata compressa
Calobata compressa är en tvåvingeart som först beskrevs av Walker 1853.  Calobata compressa ingår i släktet Calobata och familjen skridflugor. Inga underarter finns listade i Catalogue of Life.